# Jozef Kožlej
Jozef Kožlej (ur. 8 lipca 1973 w Stropkovie) – słowacki piłkarz grający na pozycji napastnika. 
Karierę zaczynał w Tatranie Preszów. Później niemal co sezon zmieniał kluby, grając kolejno w: Sparcie Praga, FC Hradec Králové, Viktorii Žižkov, MFK Košice, SpVgg Greuther Fürth, ponownie w MFK Košice, Olympiakosie Nikozja, Omonii Nikozja, Anorthosisie Famagusta i AE Larisa. Jego najbardziej udany okres kariery klubowej to gra na Cyprze w barwach Olympiakosu Nikozja i Omonii Nikozja i wcześniejsze występy w MFK Košice (lata 1996 i 1998). W sezonie 2007/2008 był zawodnikiem greckiej Larisy. W tej drużynie zdobył gola w finałowym meczu Pucharu Grecji, w którym Larisa wygrała 2-1 z Panathinaikosem. Następnie występował w AO Trasiwulos Filis i ponownie Olympiakosie Nikozja. W słowackiej kadrze zagrał 25 spotkań i strzelił 3 gole.